# 上村幸雄
上村 幸雄（うえむら ゆきお、1929年7月2日 - 2017年6月28日）は、日本の言語学者、日本語学者。音声学、方言学などの言語研究から言語教育まで幅広い領域で活動している。琉球大学名誉教授、国立国語研究所名誉所員、沖縄言語研究センター代表。

## 著書・論文
- 国立国語研究所編『沖縄語辞典』大蔵省印刷局（1963年）
- 大石初太郎・上村幸雄編『方言と標準語－日本語方言学概説』筑摩書房（1975年）
- 「民族、国家、言語―『処分』と言語政策―その考察の前提」『新沖縄文学38号 特集・『琉球処分』100年』沖縄タイムス社（1978年）
- 「琉球列島の言語」亀井孝・河野六郎・千野栄一編著『言語学大辞典セレクション　日本列島の言語』三省堂（1997年）